# Castello di Neuschwanstein
Il castello di Neuschwanstein (in tedesco Schloss Neuschwanstein, AFI: [nɔʏˈʃvaːnʃtaɪn]) è un castello costruito alla fine del XIX secolo e situato nel sud-ovest della Baviera nei pressi di Füssen, nella località di Schwangau, di fronte al castello di Hohenschwangau.
Il nome tedesco Neuschwanstein può essere tradotto in italiano come Nuova pietra del Cigno, con possibile richiamo all'idea di Nuova roccaforte del Cigno; tale nome è collegato infatti alla sua costruzione nel territorio di Schwangau - Contea del Cigno - avvenuta successivamente rispetto ad altri castelli più antichi.
Commissionato  dal re Ludovico II di Baviera come ritiro personale e omaggio al genio del musicista Richard Wagner da lui particolarmente amato, Ludovico pagò per la costruzione del palazzo coi propri fondi senza accedere al tesoro di Stato. Il re amava rimanere isolato dal mondo e questo luogo era divenuto per lui un rifugio personale, ma dopo la sua morte nel 1886 esso fu aperto subito al pubblico, desideroso di visitare quello che veniva decantato come un progetto fantasioso.
Può essere annoverato fra i castelli e le fortezze più visitati in Europa: circa 1,4 milioni di visitatori all'anno, di cui 6 000 al giorno solo in estate. È aperto al pubblico dal 1886 e da allora è stato visitato da 60 milioni di persone; è stato proposto per le sette meraviglie del mondo moderno. Nel 2013 ne è stato completato il restauro dopo 13 anni dall'inizio dei lavori.
Ha ispirato i castelli delle fiabe della Walt Disney, che lo prese a modello per alcuni tra i suoi più celebri film d'animazione, tra cui Biancaneve e i sette nani, Cenerentola, La bella addormentata nel bosco e Rapunzel. Ha ispirato il castello di Pandora della serie anime I Cavalieri dello zodiaco e il castello del capitolo 6/episodio 5 della serie manga e anime Spy × Family. Nel castello sono stati ambientati innumerevoli film, ad esempio era il "palazzo di Vulgaria" nel film Chitty Chitty Bang Bang; appare, altresì, in alcune immagini de La grande fuga, quando il tenente Hendley sorvola la zona con un aereo tedesco, mentre in Monuments Men vengono rinvenute al suo interno innumerevoli opere d’arte trafugate. Il castello compare anche nel videogioco arcade Super Pang e nell'avventura grafica Gabriel Knight 2: The Beast Within.

## Il luogo

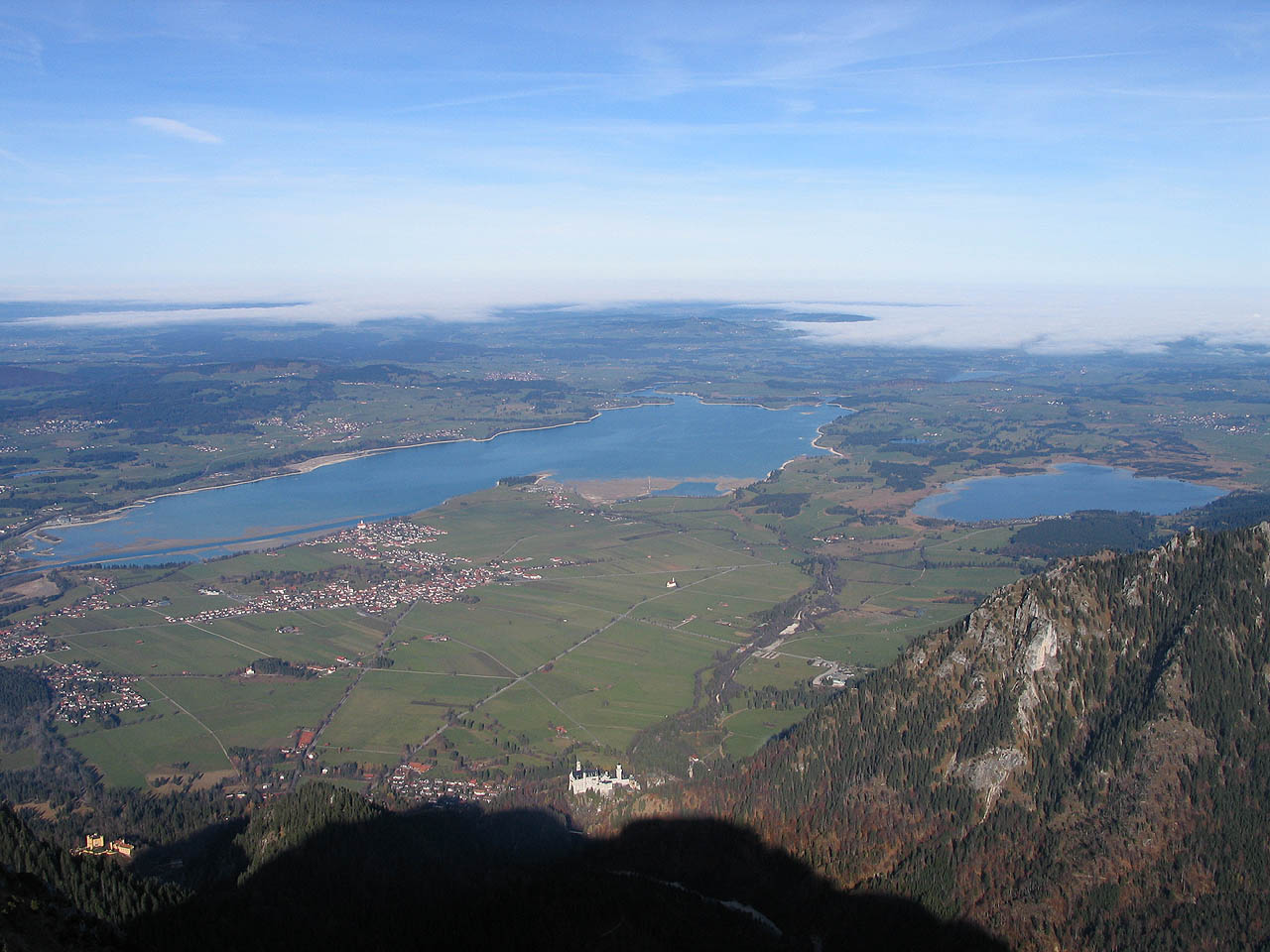
Veduta a settentrione dal monte Säuling (2 047 m) al confine tra Baviera e Tirolo: Neuschwanstein (al centro) e Hohenschwangau (a sinistra) e in fondo il Forggensee

La città di Schwangau si trova a un'altezza di 800 m ed è posta al confine sud-occidentale dello Stato tedesco della Baviera. L'area circostante è caratterizzata da una transizione tra le colline alpine della Baviera e della Svevia a sud (al confine austriaco) e il paesaggio più dolcemente collinare a nord.
Nel Medioevo, tre erano i castelli presenti nell'area.
Uno era detto Castello di Schwanstein. Nel 1832, il padre di Ludovico, Massimiliano II di Baviera comprò le rovine di questo castello e vi fece costruire il neogotico castello di Hohenschwangau. Terminato nel 1837, il palazzo divenne la residenza estiva della famiglia reale bavarese e il suo figlio primogenito, Ludovico (nato nel 1845) trascorse gran parte della sua giovinezza proprio qui.
Le rovine degli altri due castelli presenti nell'area erano note al principe ereditario che già ne annota la presenza nel suo diario durante un'escursione nel 1859. Quando il giovane re ascese al trono nel 1864, questi diede inizio alla costruzione di un nuovo palazzo al posto dei due castelli in rovina. Ludovico chiamò la sua nuova residenza "Nuovo castello di Hohenschwangau" (nuovo castello di "contea del cigno" alta), e fu solo dopo la sua morte che venne rinominato nel modo attuale.

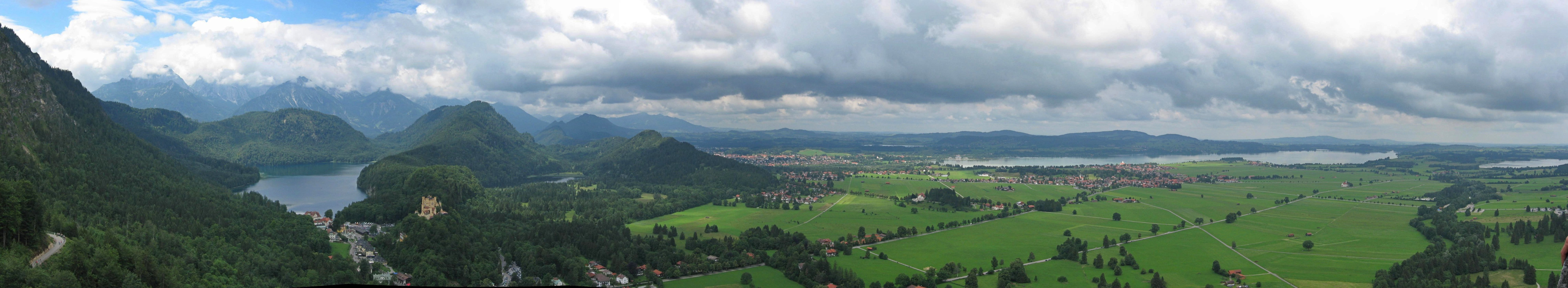
Panorama dal castello di Neuschwanstein (1 008 m di altezza sul livello del mare) che mostra (da sinistra a destra): la strada di accesso al palazzo; l'Alpsee con la località di Hohenschwangau di fronte; l'ottocentesco castello di Hohenschwangau, posto su una collina con lo Schwansee dietro di esso (a ovest); la località di Alterschrofen con il villaggio di Füssen dietro di essa; Schwangau con la riserva naturale del Forggensee (1952); Bannwaldsee (a nord)

## Concetto ed ethos

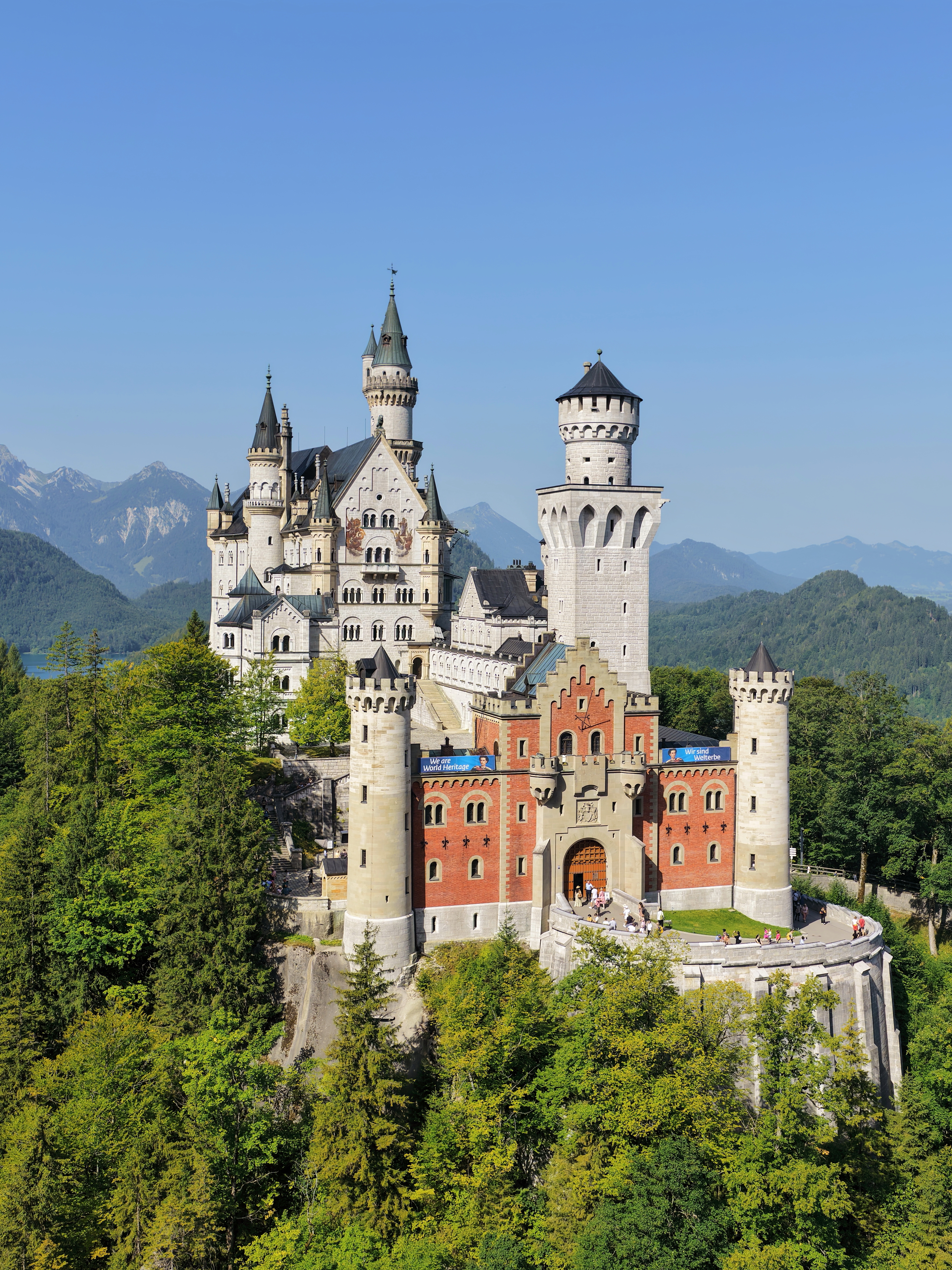
Vista est del castello di Neuschwanstein

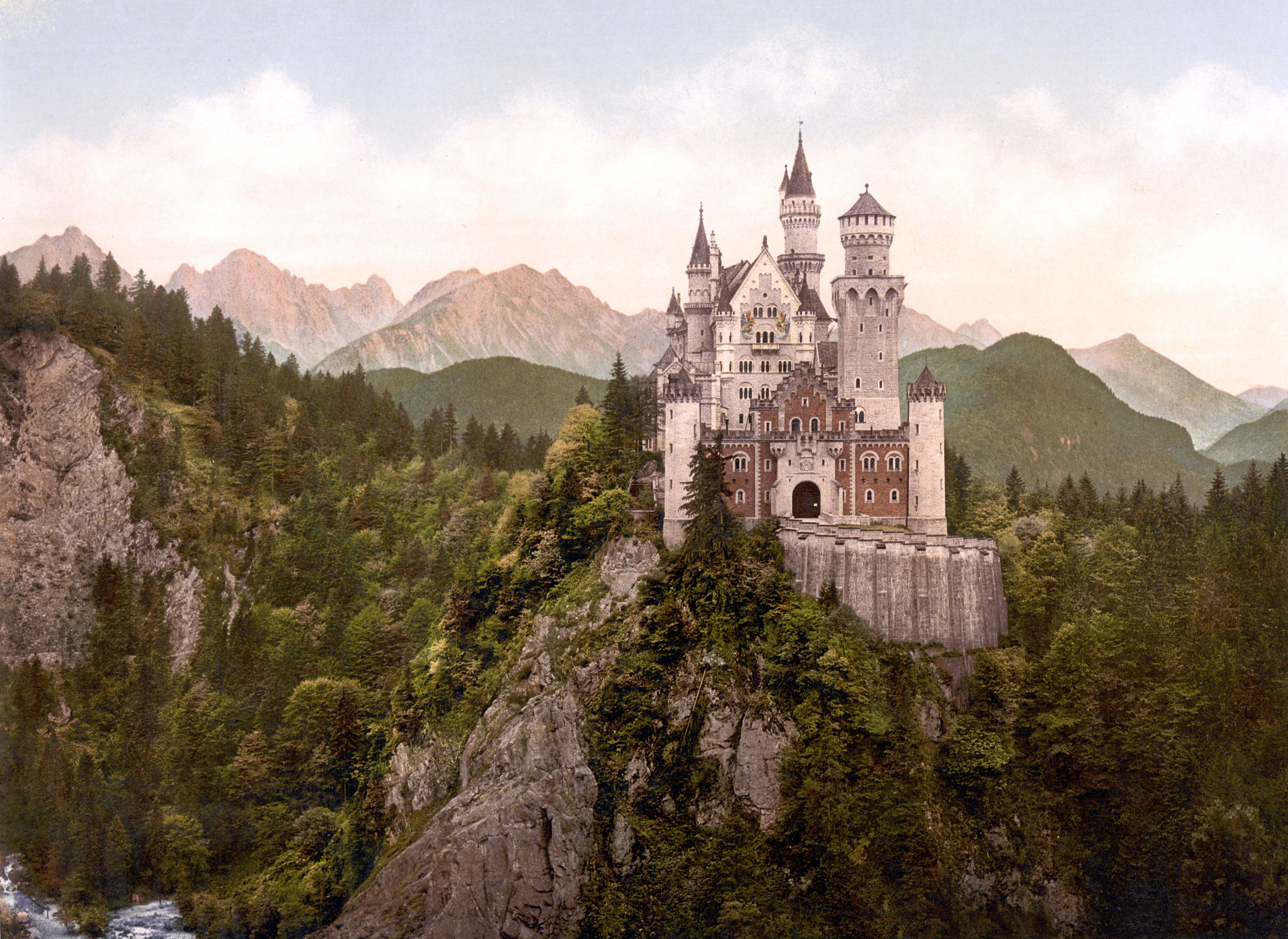
Il Castello di Neuschwanstein in una fotocromia (ca. 1890–1900)

Il castello nel suo complesso si estende per 6 000 metri quadrati articolati su 4 piani e numerose torri, alte anche 80 metri. La posizione del castello è sommamente scenografica: ai piedi di una montagna, poco distante da un lago, sul ciglio di una gola vertiginosa e in vista di un altro castello, immerso nella foresta.
La costruzione iniziò sotto il regno di Ludovico II di Baviera. Il castello trae il suo nome da Lohengrin (inizialmente Loherangrin), il Cavaliere del Cigno (Schwanritter) dell'opera di Richard Wagner e fu progettato dall'architetto Eduard Riedel, e dagli scenografi Christian Janck e G. Dollmann, sotto la stretta supervisione del Re committente. Infatti il castello può essere considerato un monumento dedicato al compositore, amico e idolo del re, che considerava l'opera di Wagner quasi alla stregua di una religione. Fra le abitudini del re c'era quella di assistere da solo a teatro alle rappresentazioni delle opere di Wagner, che conosceva a memoria. Tuttavia, Richard Wagner non visitò mai il castello di Neuschwanstein.
Ludovico II inviava le seguenti righe di ammirazione, nel maggio del 1868, all'adorato Richard Wagner:
(Ludovico II di Baviera)

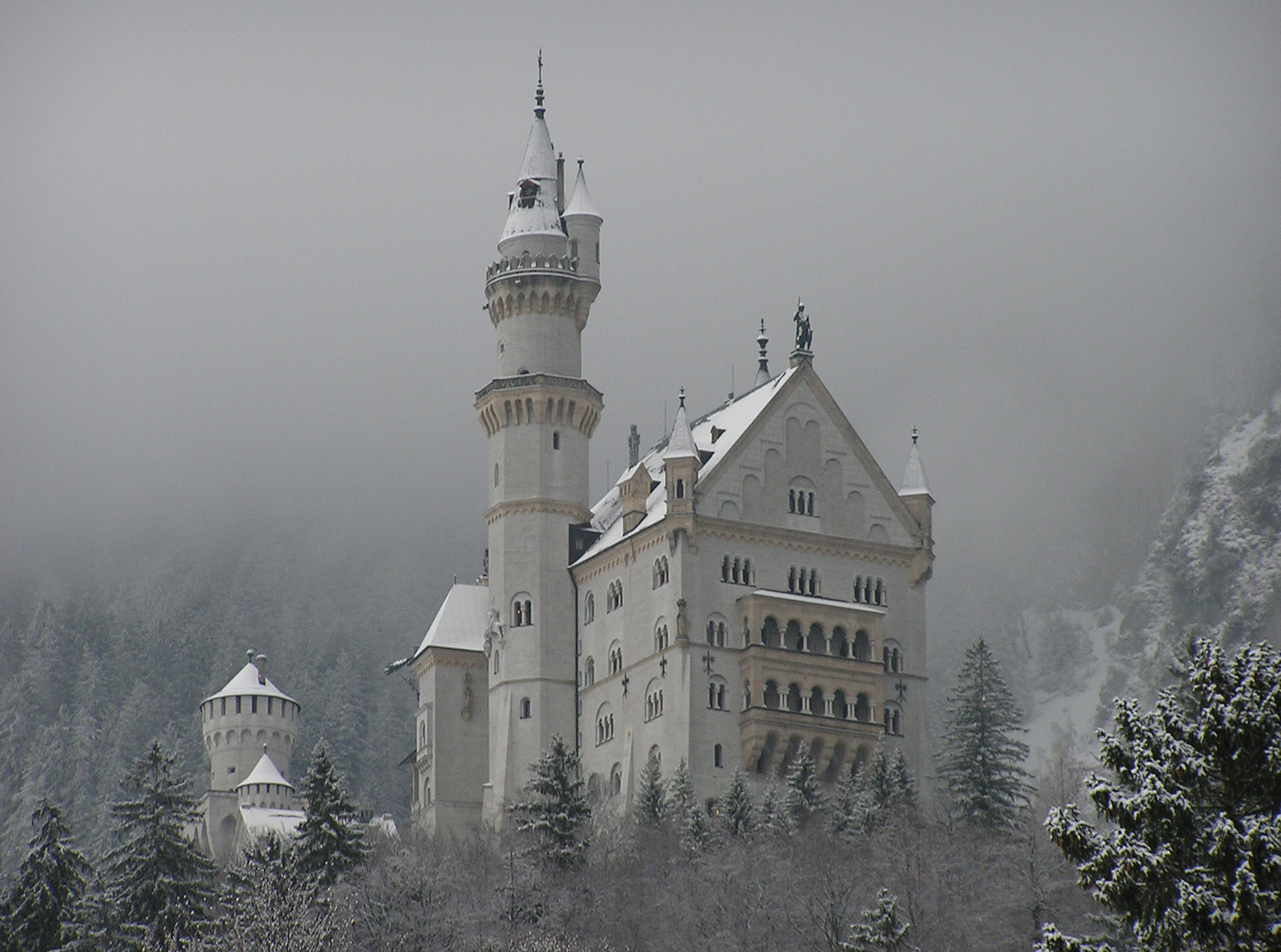
Il Castello di Neuschwanstein in inverno

Vengono qui menzionati quasi tutti gli aspetti del Neuschwanstein di Ludovico II. Ciò a cui non si fa alcun riferimento è invece la ragione politica: nel 1866 la Baviera, alleata con l'Austria, aveva perso la guerra contro la Prussia, in fase espansiva. La Baviera fu costretta ad accettare un'"alleanza difensiva e offensiva" che in caso di guerra toglieva al re la facoltà di disporre del suo esercito. Con ciò, a partire dal 1866, Ludovico II non era più un sovrano nel pieno esercizio delle sue funzioni. Questa limitazione rappresentò la peggior disgrazia della sua vita. Nel 1867 iniziò a progettare, con i suoi castelli, un regno tutto suo nel quale agire e potersi sentire come un vero re.
Tutte le sale sono decorate con motivi wagneriani con l'eccezione della sala del trono. Pur essendo priva del trono (Ludovico II di Baviera morì prima che il trono venisse completato), la sala possiede un'atmosfera sacrale a somiglianza di una cappella palatina. I motivi decorativi sono ispirati dall'arte bizantina.
Una delle stanze del castello riproduce, in maniera molto realistica, una grotta con tanto di stalattiti e stalagmiti e, durante il regno di Ludovico II di Baviera, una cascata.
Re Ludovico II era un re bavarese amante della bella vita, disinteressato alla politica, spendaccione e sognatore. Impegnò tutto il suo patrimonio nella costruzione del castello, sovraintendendo ai lavori direttamente dal castello in cui ha trascorso l'infanzia, il vicino castello di Hohenschwangau. Nonostante ciò egli abitò per poco tempo e molto di rado in questa residenza. Diverse parti del castello mostrano elementi architettonici volutamente incompiuti oppure installazioni del gusto baroccheggiante. Venne dichiarato pazzo dal Consiglio di Stato (senza nemmeno una visita medica), fu imprigionato e da lì a breve annegò, a soli 41 anni, in circostanze mai del tutto chiarite.
Ludovico, sospettando il complotto a suo danno, ordinò al custode del castello di interdire le visite dei curiosi dopo la sua morte. Il castello di Neuschwanstein doveva essere infatti una residenza riservata al re e a una ristrettissima cerchia di persone. Poche settimane dopo la morte del sovrano, il castello aprì le sue porte ai visitatori. È tuttora uno dei luoghi più visitati della Germania, in ogni stagione dell'anno.
Vicino a Neuschwanstein si trova la gola di Pöllat, sormontata da un ponte (Marienbrücke) alto 90 metri dal quale si può godere di una vista sul castello e sulle montagne bavaresi.

## La costruzione

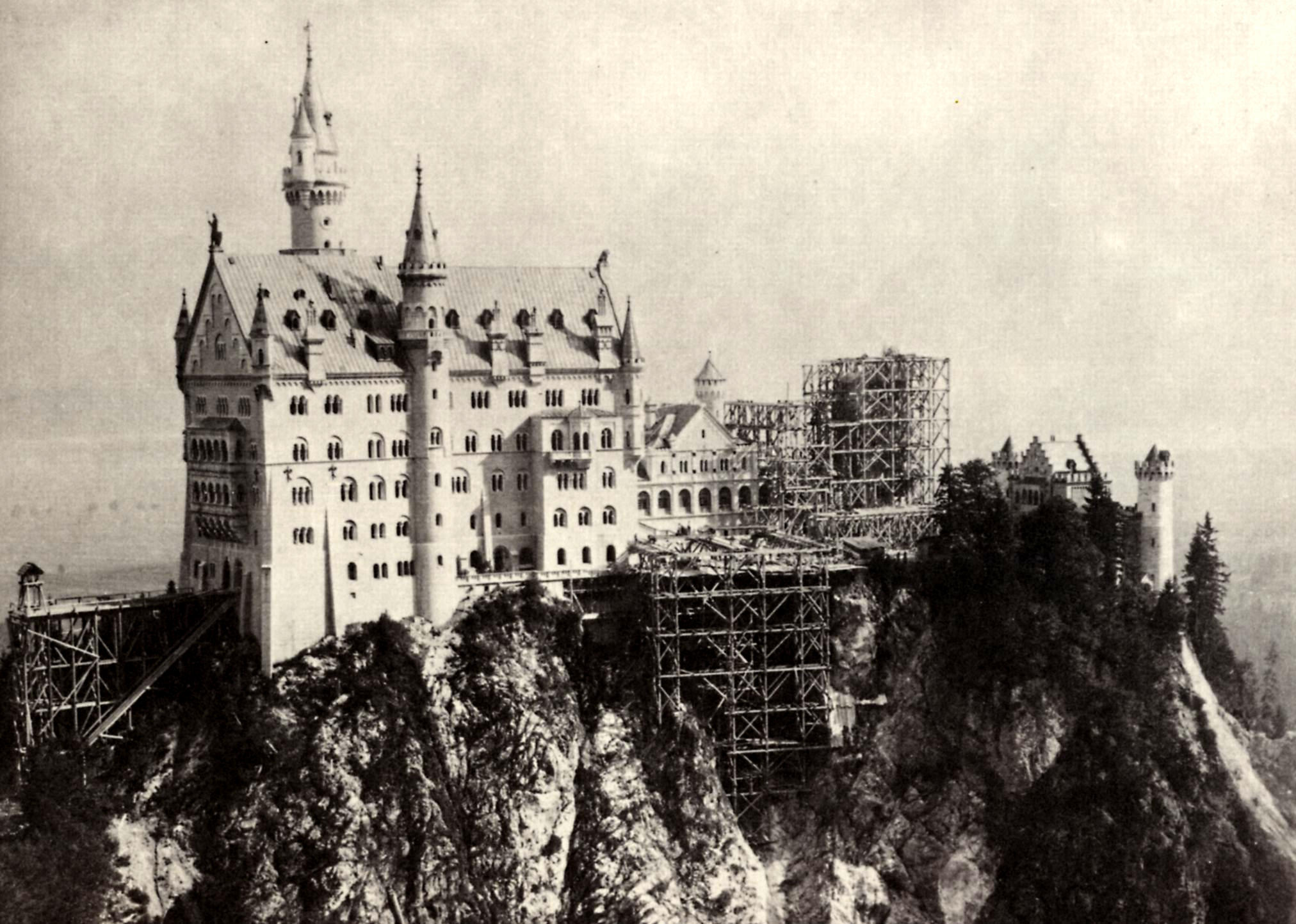
Neuschwanstein durante la sua costruzione: mancano ancora l'ingresso e la grande torre rettangolare (fotografia del 1882–85 circa)

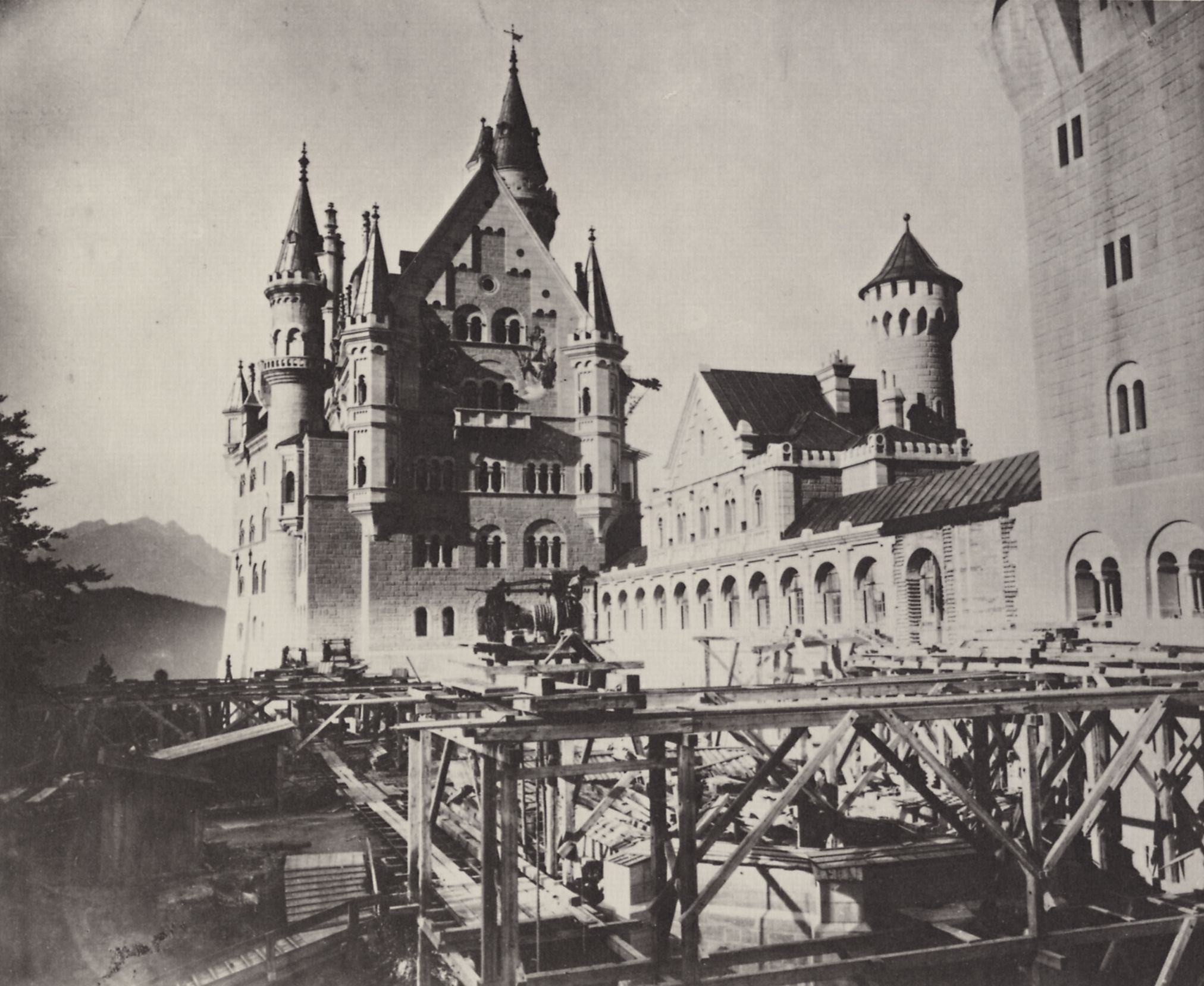
Neuschwanstein in costruzione: il cortile superiore (fotografia del 1886 c.)

Nel 1868, le rovine dei due castelli medievali dell'area vennero completamente distrutte per far spazio al nuovo progetto sottoscritto dal re. La prima pietra della nuova fondazione venne posta il 5 settembre 1869; nel 1872 vennero completate le cantine del castello e nel 1876 era ormai terminato completamente il primo piano. Alla fine del 1882 il castello venne terminato anche ai piani superiori, ammobiliato così da permettere a Ludovico di alloggiarvi e constatare personalmente la prosecuzione dei lavori. Nel 1874, la conduzione degli impiegati civili passò da Eduard Riedel a Georg von Dollmann. Il tetto venne completato dal 1880 e nel 1884 il sovrano fu in grado di spostarsi direttamente nella nuova costruzione. In quello stesso anno la direzione del progetto passò a Julius Hofmann, dopo che Dollmann era caduto in disgrazia presso il sovrano.
Il palazzo venne eretto con mattoni da costruzione convenzionali e direttamente realizzato sulla roccia viva dello sperone montuoso su cui insiste ancora oggi. La pietra bianca di cui venne rivestito esternamente proveniva da una cava vicina.
I blocchi di arenaria del portale e delle finestre a bovindo provenivano da Schlaitdorf, nel Württemberg. Il marmo proveniva da Untersberg presso Salisburgo e venne usato per le finestre, gli archi, le colonne e i capitelli.
Il trasporto dei materiali da costruzione venne facilitato da un sistema di trasporto con carrucole per portare il materiale sino al sito della costruzione. Un ulteriore argano era utilizzato direttamente sul luogo di costruzione.

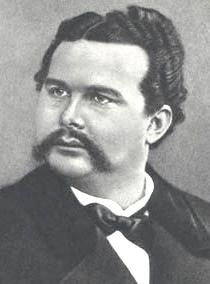
Ludovico II (1886)

Per circa due decenni il sito della costruzione fu il principale centro d'impiego della regione. Nel 1880, circa 200 muratori erano occupati sul sito, senza contare i rifornimenti e le persone ordinariamente impiegate al castello. Talvolta si lavorava anche di notte alla luce di lampade a olio per accelerare i lavori. Del 1879/1880 è una stima delle statistiche dei materiali da costruzione: 465 tonnellate di marmo di Salisburgo, 1 550 tonnellate di arenaria, 400 000 mattoni e 2 050 metri cubi di legname per i ponteggi.
Nel 1870, venne fondata addirittura una società di assicurazione apposita per i lavoratori. Gli eredi dei morti durante la costruzione per incidenti vari (30 sono i casi menzionati nelle statistiche) ricevevano una piccola pensione per ripagarsi della perdita subita.
Nel 1884, il re fu in grado di spostarsi nel nuovo palazzo, e nel 1885 invitò sua madre Maria a Neuschwanstein in occasione del suo 60º compleanno. La regina madre risiedeva al castello di Hohenschwangau, ma si disse che ella non fu contenta di queste nuove spese pazze del figlio e soprattutto del suo rapporto con Wagner. Dal 1886 il palazzo poteva definirsi in gran parte terminato.
Malgrado la sua grandezza, Neuschwanstein non aveva spazi dedicati alla corte reale, ma conteneva solo gli appartamenti privati del re e per i suoi servitori. A ogni modo tutte le stanze "di corte" avevano più intenti decorativi che residenziali: Ludovico II intese il palazzo come un proprio rifugio più che come un luogo di rappresentanza. Ludovico II visse in totale solo 172 giorni della sua vita al castello, pochissimo se paragonato a molte altre sue residenze.

## L'architettura

Il castello di Neuschwanstein visto dal Marienbrücke (Ponte di Maria o Pöllatbrücke). Il ponte deve il nome alla madre di Ludovico II, Maria di Prussia.

L'effetto del castello di Neuschwanstein è quello di un grande apparato scenico, sia all'esterno sia all'interno. L'influenza del re è ancora oggi molto presente nel progetto dal momento che fu egli stesso a interessarsi personalmente ai disegni e alle decorazioni. Un esempio di questa passione si può ritrovare nei suoi commenti, o ordini, circa le pitture ad affresco sulle storie di Lohengrin: "Sua Maestà desidera che [...] la nave sia posta lontana dalla riva, che il collo di Lohengrin sia meno torto, che la catena che si snoda dalla barca al cigno sia d'oro e non di rose, ed infine che lo stile del castello visibile nella scena sia medievale".
L'insieme di stanze del castello consiste nella Sala del Trono, nella Camera da letto di Ludovico II, nella Sala dei Cantori e nella Grotta. L'interno e soprattutto la sala del trono di costruzione bizantino-araba riprendono le cappelle e le chiese del periodo regio siciliano normanno-svevo in Palermo relativo ai re di Germania Casa degli Hohenstaufen. Ovunque, il disegno del castello tributa onore alla leggenda tedesca di Lohengrin, il "cavaliere del cigno". Hohenschwangau, dove Ludovico aveva trascorso gran parte della sua giovinezza, presentava già delle decorazioni di queste saghe, temi ripresi poi nelle opere di Richard Wagner. Altre stanze accolgono altre scene tratte da altre opere scritte da Wagner, di modo da far divenire l'intera struttura un teatro permanente dedicato alla musica e alle arti. Molte delle stanze interne rimasero senza decorazione e alla morte di Ludovico solo 14 erano le stanze completamente terminate.

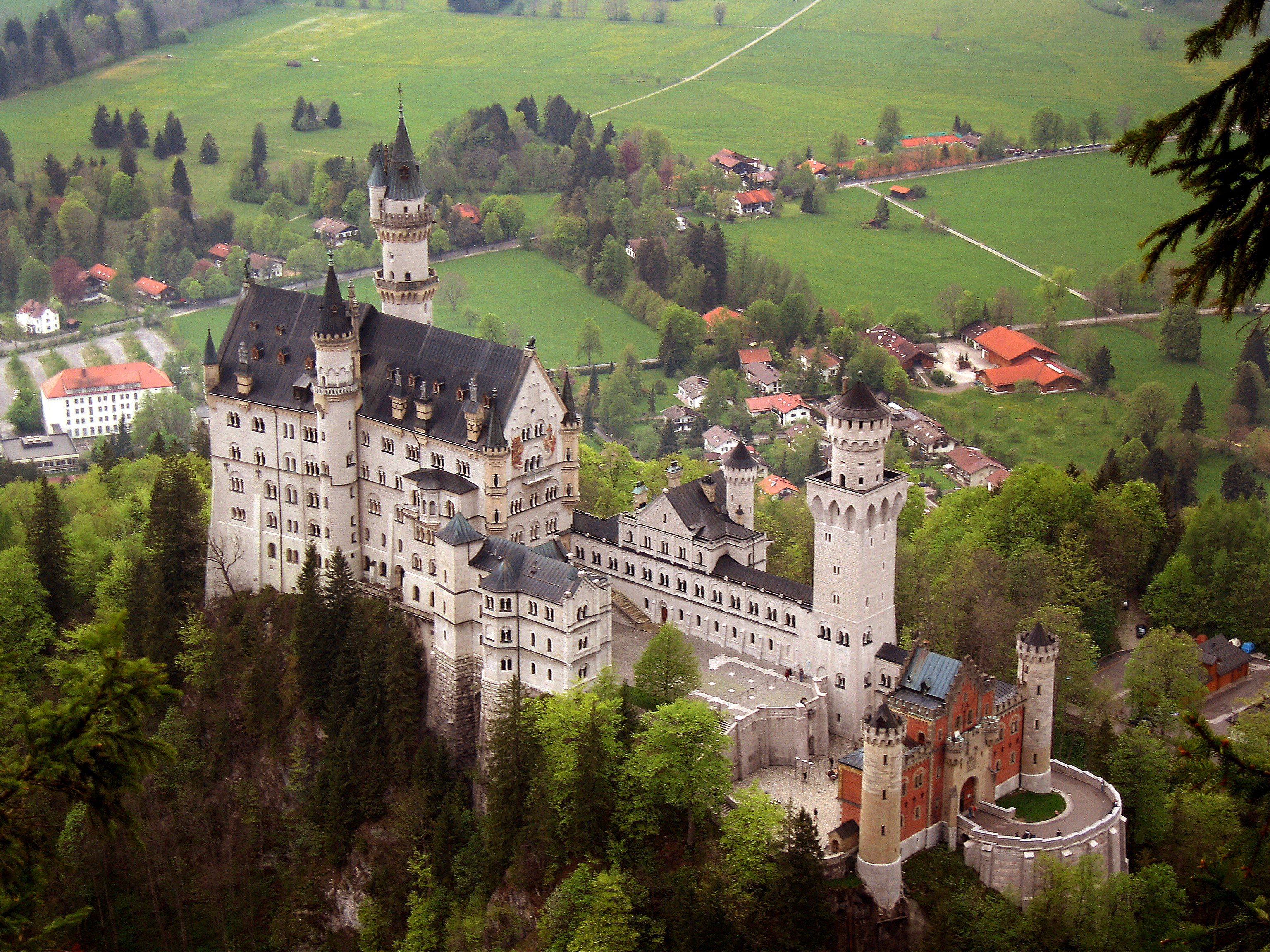
Veduta del castello da sud-est

Il castello di Neuschwanstein è composto da una serie di strutture individuali erette per una superficie di 150 metri di lunghezza, su un picco roccioso posto a circa 950 metri di altitudine sul livello del mare.

La struttura allungata della costruzione, con le sue numerose torri, pinnacoli ornamentali, balconate e sculture è una vera e propria prosecuzione delle montagne circostanti nella forma. Seguendo lo stile neogotico, molte finestre sono bifore o trifore che permettono un'ottima visuale sul paesaggio circostante. A differenza di molti altri castelli che hanno assunto forme differenti a seconda delle varie campagne di costruzione intraprese in tempi diversi, Neuschwanstein venne pianificato intenzionalmente come asimmetrico ed eretto a passi consecutivi. Il castello tra l'altro manca di appropriate fortificazioni, suggerendo che le uniche torri presenti hanno funzione puramente decorativa.

### Esterno

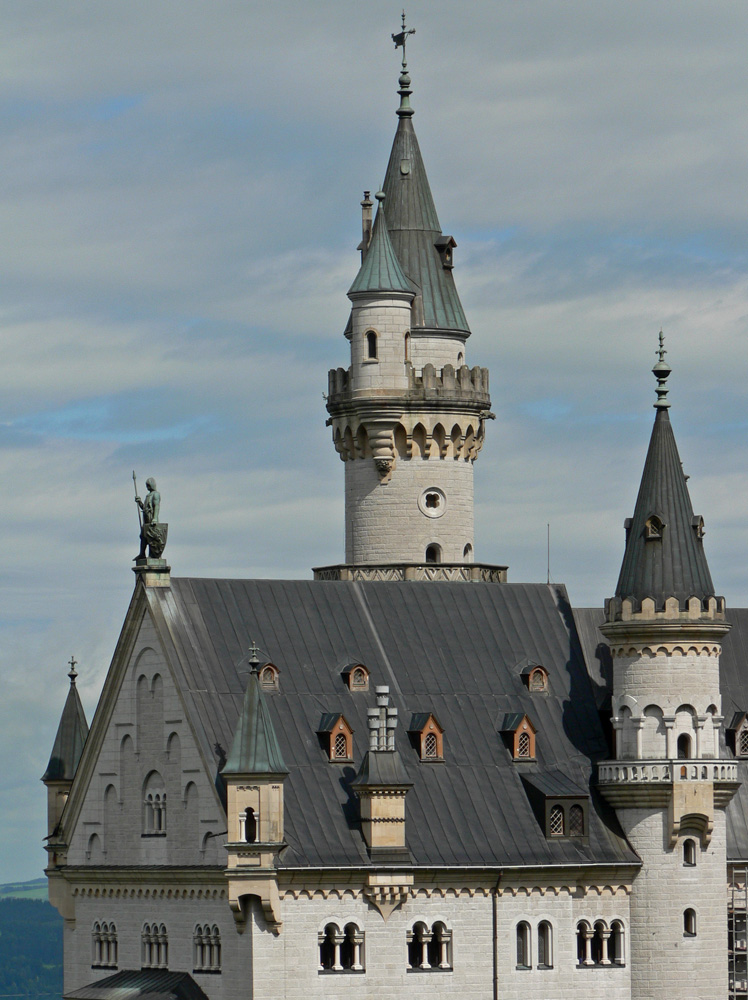
I tetti del castello

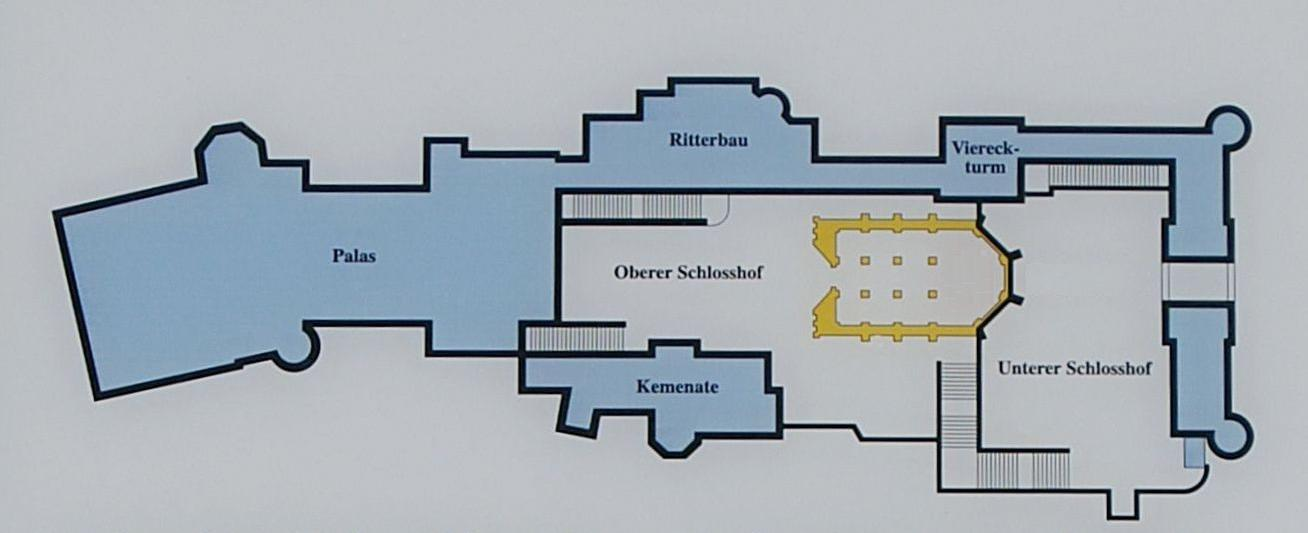
Piantina del complesso del castello; la cappella pianificata è indicata in giallo

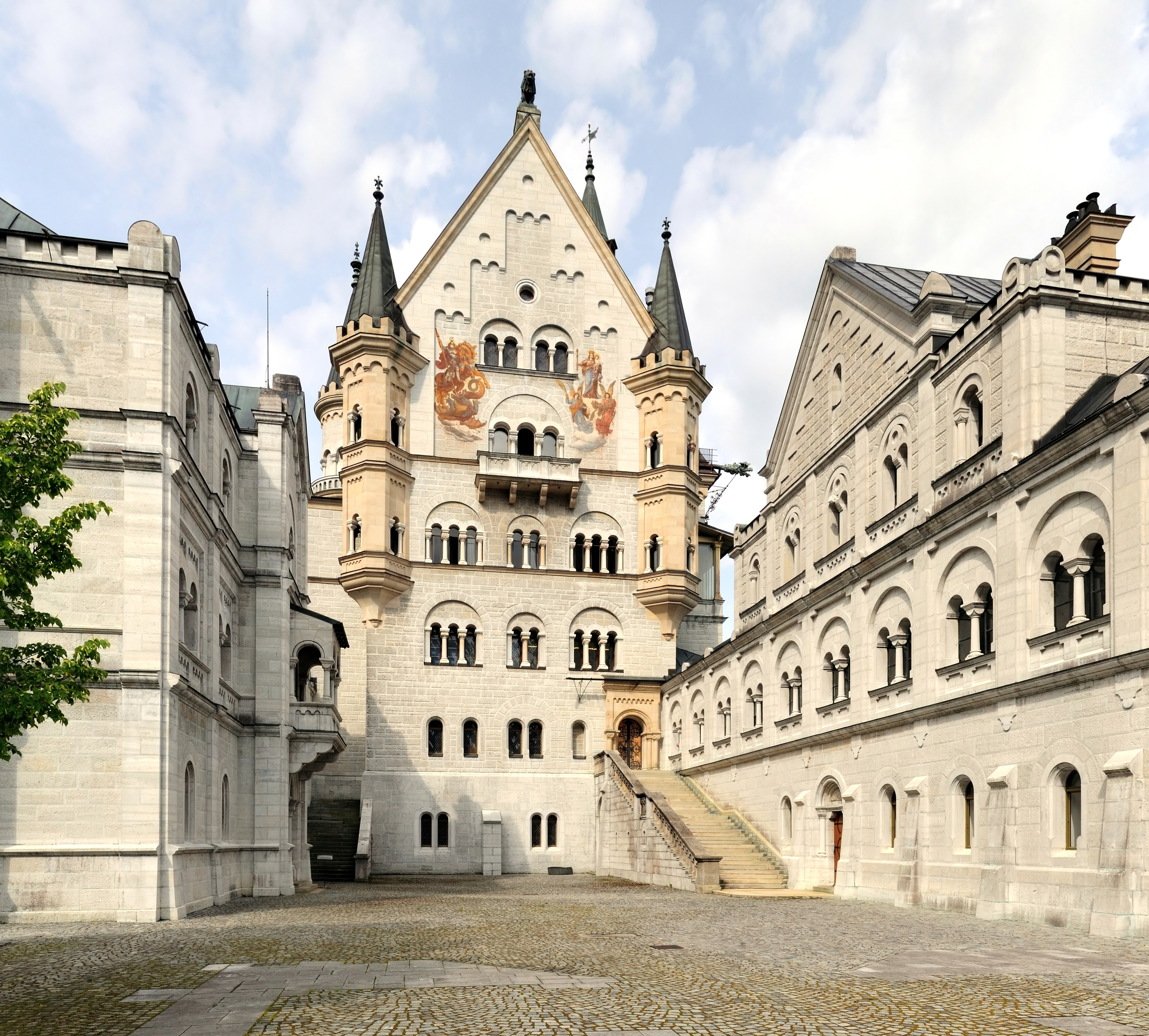
Vista del luogo ove venne progettata la cappella poi mai realizzata

Il complesso del palazzo è fronteggiato da un ingresso con due torri gemelle ai fianchi, nettamente in contrasto col resto della struttura per i caratteristici mattoni rossi rispetto alla corte in pietra. La cornice dei tetti è circondata da pinnacoli. Il piano superiore del cancello d'ingresso accoglie un balconcino sporgente che accolse la prima residenza di Ludovico II a Neuschwanstein, dalla quale egli occasionalmente poteva osservare il progredire dei lavori. Il pian terreno della struttura dispone di stalle per i cavalli.
Il passaggio attraverso l'ingresso è coronato dallo stemma reale bavarese e conduce direttamente nel cortile d'onore. Questo cortile è disposto su due livelli, il più basso definito a est dall'ingresso  e a nord dalla cosiddetta Torre rettangolare. La parte a sud del cortile è aperta per permettere di godere della vista del panorama circostante. Nella parte superiore del cortile, alla quale si giunge ancora oggi attraverso una scala, si trova un prolungamento di forma absidale proprio di fronte all'ingresso che era stato progettato per accogliere una cappella; questa chiesa a tre navate, mai costruita, doveva essere lunga 90 metri e oggi sul terreno del cortile ne è stata riprodotta la planimetria in pietra a grandezza naturale con mattonelle di colore bianco vivo.

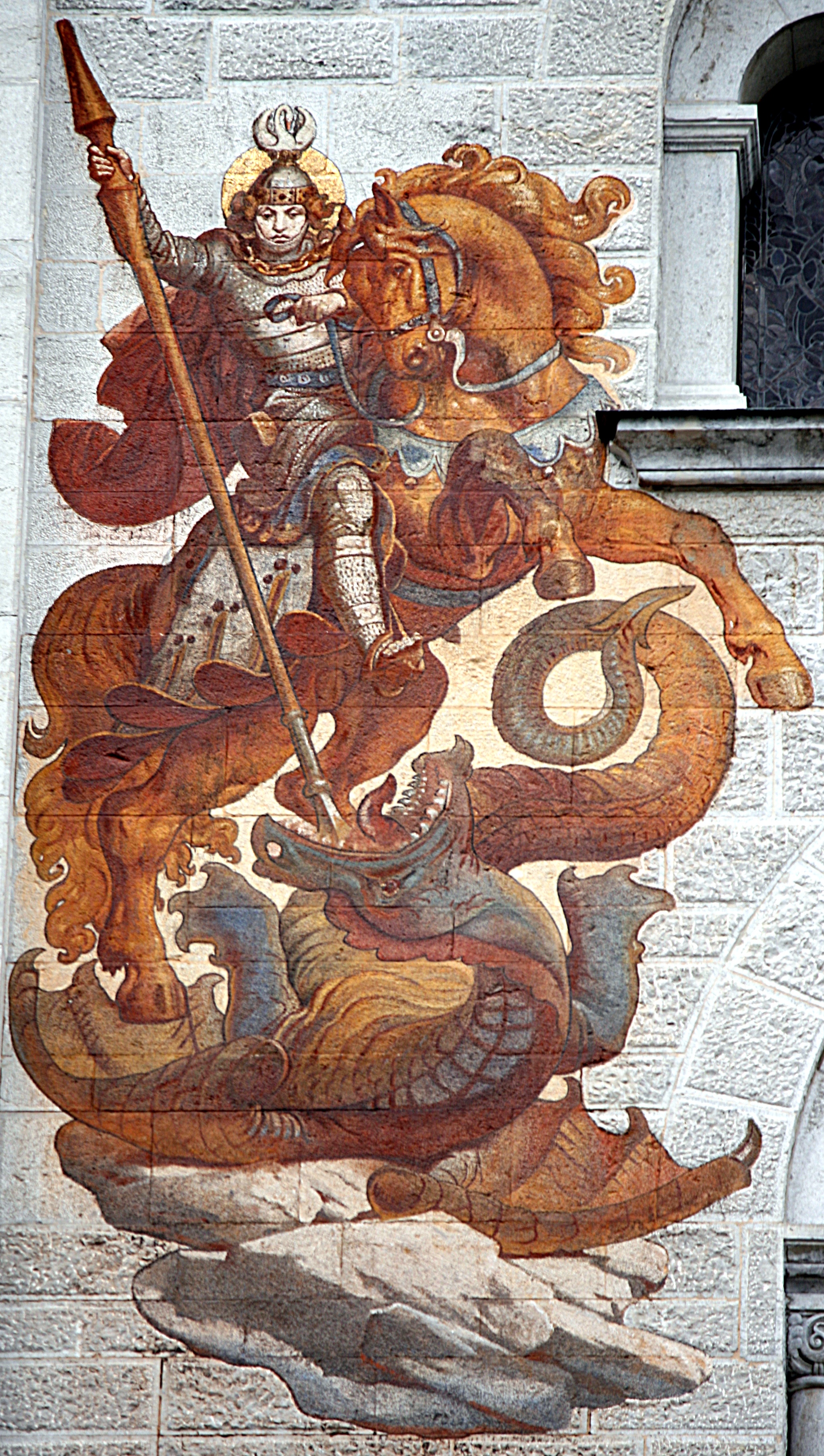
San Giorgio

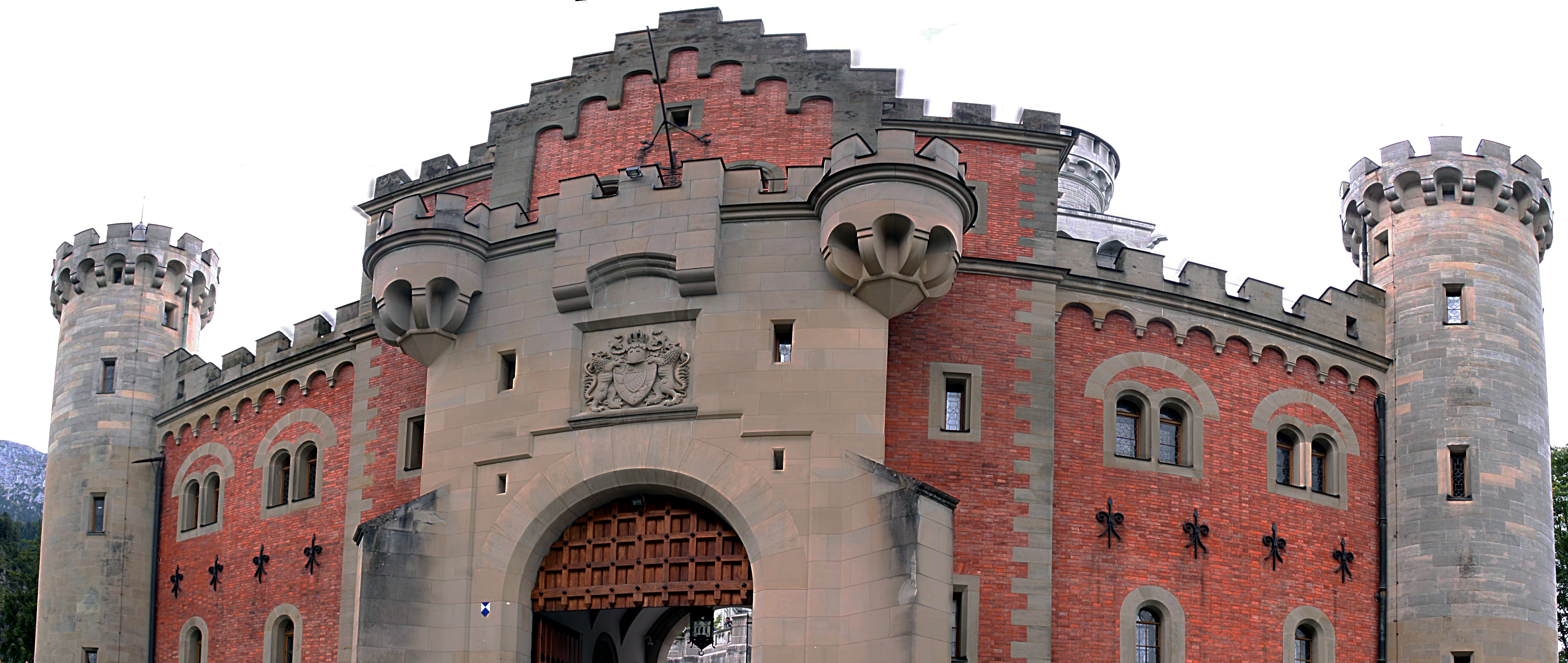
L'ingresso

La struttura che unisce oggi i due livelli del cortile è la cosiddetta Torre Rettangolare (45 m). dalla cui solida piattaforma superiore si può godere del panorama circostante. Dietro di essa e per tutto il lato nord si trova la cosiddetta Casa dei Cavalieri, collegata con la Torre Rettangolare e con l'ingresso da una serie di gallerie continue e da numerose arcate cieche sul cortile d'onore. Dal punto di vista romantico del castello, la Casa dei Cavalieri doveva essere il luogo di residenza deputato per i fedelissimi servitori del sovrano, mentre di fatto essa accoglieva all'interno stanze di servizio e alcune stanze. La Dimora delle Dame, proprio di fronte alla Casa dei Cavalieri, non venne mai usata per questo scopo ma anch'essa costituisce una serie di locali di servizio sul lato sud del cortile. Entrambe le strutture riprendono le forme del Castello di Antwerp che compare nel primo atto del Lohengrin di Wagner.
Il lato ovest del cortile d'onore è delimitato dal castello vero e proprio. Esso è l'unica vera area residenziale del complesso e contiene le sale del re e della servitù. La struttura si presenta come due strutture di forma cuboidale incassate tra loro ad angoli sfalsati (per seguire la forma dello sperone roccioso su cui sorge il castello). Agli angoli di giunzione, per addolcire e distogliere il senso di distacco tra le due strutture, si trovano de alte torri di cui la più alta (quella a nord) si attesta a 65 metri. Terminate da tetti poliformici, entrambe le torri traggono ispirazione dal Castello di Pierrefonds. L'intero complesso è sormontato da miriade di pinnacoli e camini ornamentali, mentre il fronte sul cortile d'onore presenta due splendidi affreschi con la scena di San Giorgio nell'atto di uccidere il drago. La punta del tetto a occidente (interna) è decorata con un leone in rame, mentre quella a oriente (esterna) è decorata con la figura di un cavaliere.

### Interno

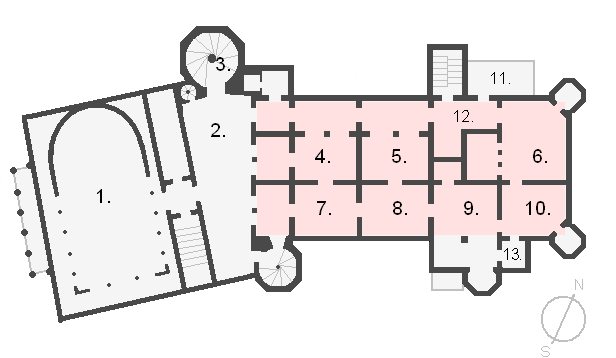
Piantina del terzo piano del castello.
1. Sala del trono
2. Atrio
3. Scala della palma
4. Stanza del segretario del re
5. Studio del re
6. Soggiorno del re
7. Anticamera del re
8. Sala da pranzo del re
9. Camera da letto del re
10. Spogliatoio e guardaroba del re
11. Veranda del re
12. Finta grotta
13. Oratorio di San Luigi.
Al quarto e ultimo piano tutta l'area indicata in rosa è occupata dalla gigantesca Sala dei Cantori

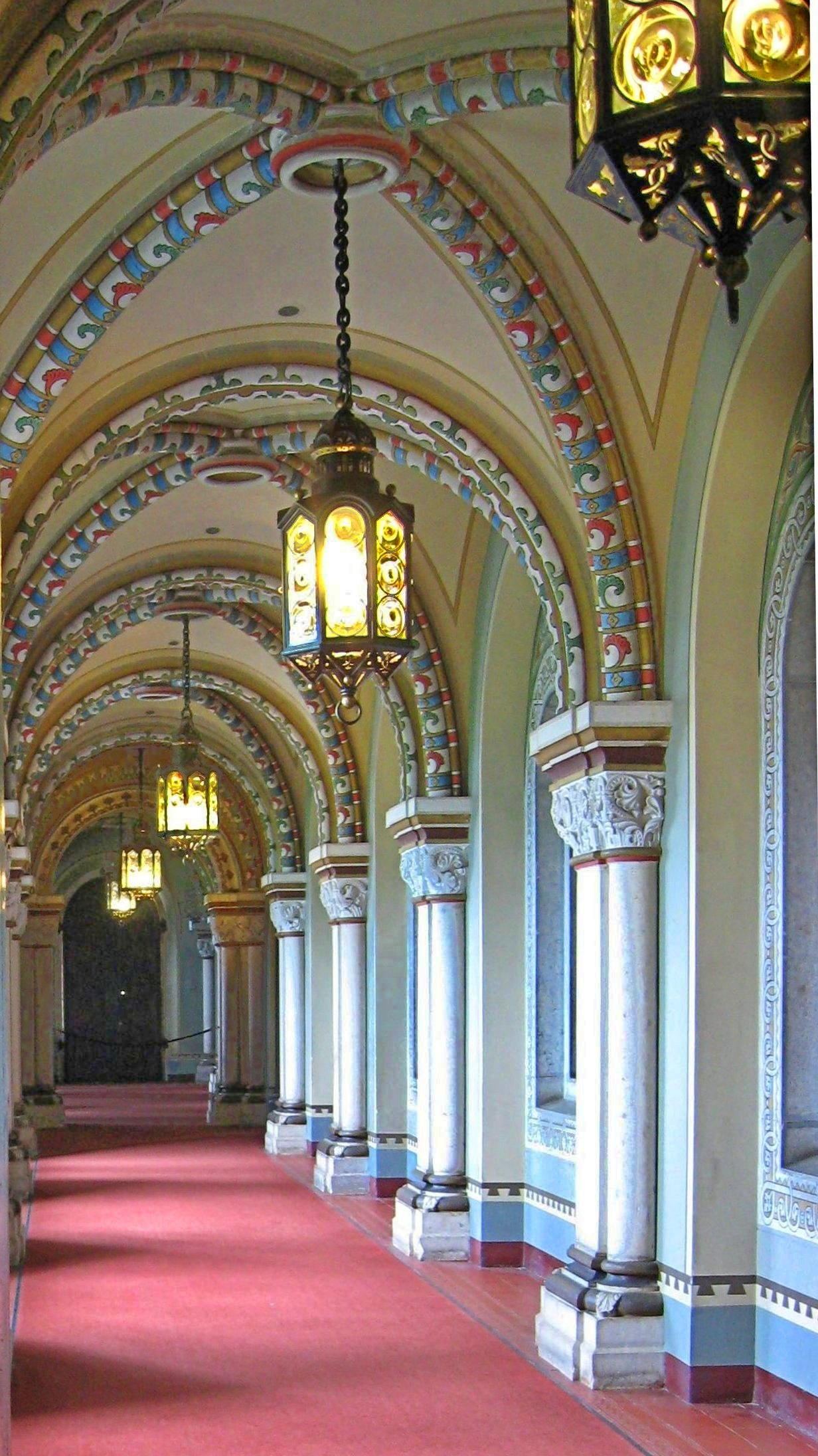
Corridoio

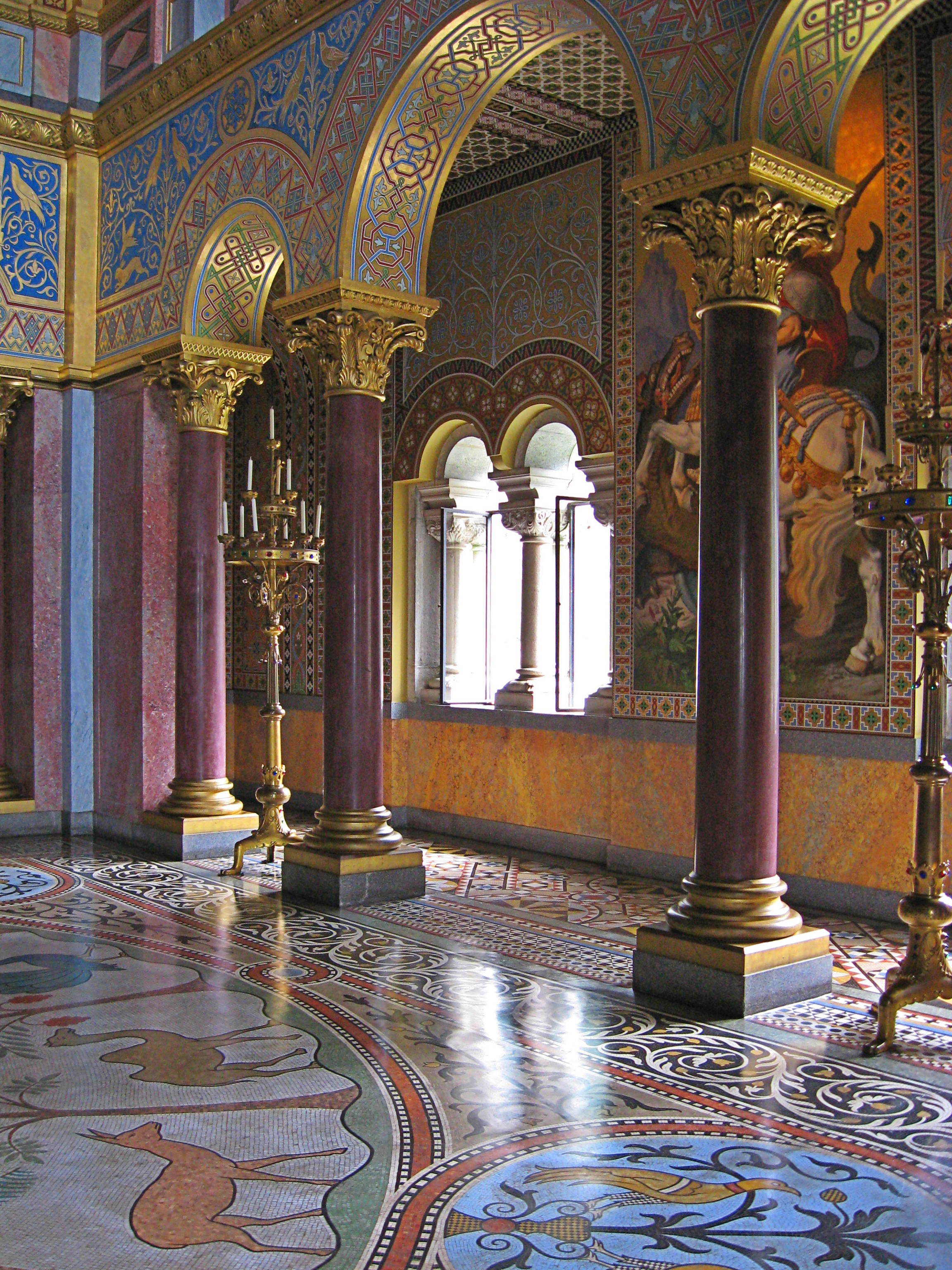
Dettaglio della Sala del Trono

Una volta completato, il palazzo presentava 200 stanze interne, incluse aree per gli ospiti e per la servitù, oltre ad aree di servizio e per la logistica. A ogni modo, alla morte di Ludovico II, solo 15 stanze erano state completamente terminate. Nel primo piano, il palazzo accomodava le stanze amministrative e della servitù. Le stanze ufficiali del sovrano occupavano il terzo piano, mentre il quarto era quasi completamente assorbito dalla Sala dei Cantori.
Malgrado l'aspetto neogotico, il palazzo venne riempito di tutti i comfort e le innovazioni tecniche conosciute alla fine del XIX secolo. Tra le curiosità più rilevanti vi era un sistema elaboratissimo di campanelli per la servitù e numerose linee telefoniche. Le cucine si servivano di camini Rumford che erano in grado di autoregolarsi sul calore e la cui aria calda era utilizzata per il riscaldamento centralizzato del castello. Le toilettes disponevano di acqua corrente con scarico automatico.
La stanza più grande del palazzo è certamente la Sala dei Cantori, seguita per estensione dalla Sala del Trono. La Sala dei Cantori (27 x 10 m) è collocata a est, al quarto piano, proprio sopra gli appartamenti reali. Essa venne concepita come l'unione di due stanze presenti nel castello di Wartburg: la Sala dei Cantori e la Sala da Ballo. Questo fu il progetto favorito del re per questo palazzo. La stanza, di forma rettangolare, è decorata con scene tratte dalle storie di Lohengrin e Parsifal. Il lato più lungo è terminato da una galleria coronata da una tribuna, sempre sul modello di quella di Wartburg. Il lato ovest è terminato da un palco con una serie di arcate conosciuto come Sängerlaube. La Sala dei Cantori non venne concepita per accogliere le feste di corte ma piuttosto come la Sala del Trono, essa appariva più come un monumento calpestabile all'amore e alla cultura cavalleresca tipici del Medioevo. La prima performance in questa sala ebbe luogo nel 1933 in occasione del 50º anniversario della morte di Wagner.
La Sala del Trono (20 x 12 m) è situata nell'ala ovest del castello. Con la sua altezza di 13 metri essa occupa sia il terzo sia una parte del quarto piano. Julius Hofmann la modellò sulla base della Allerheiligen-Hofkirche della Residenza di Monaco. Su tre lati è circondata da arcate colorate che culminano in un'abside ove si trovava il trono regale, quasi a riprendere le forme di una chiesa. L'abside stessa, infatti, era circondata dalle figure di Gesù e dei Dodici apostoli, oltre che dalle rappresentazioni di sei re canonizzati (San Luigi IX di Francia, Santo Stefano d'Ungheria, Sant'Edoardo il Confessore d'Inghilterra, San Venceslao di Boemia, Sant'Olav di Norvegia e l'imperatore Sant'Enrico II il Santo), proprio perché per Ludovico II la regalità era sacra ed egli era intenzionato a far apparire questo luogo come un posto sacro. Gli affreschi vennero realizzati da Wilhelm Hauschild. Il mosaico del pavimento fu completato dopo la morte del re e nella sala si trovano candelieri in ottone e cristalli di Boemia a riprendere forme bizantine così da conferire ulteriore parvenza sacrale alla stanza.

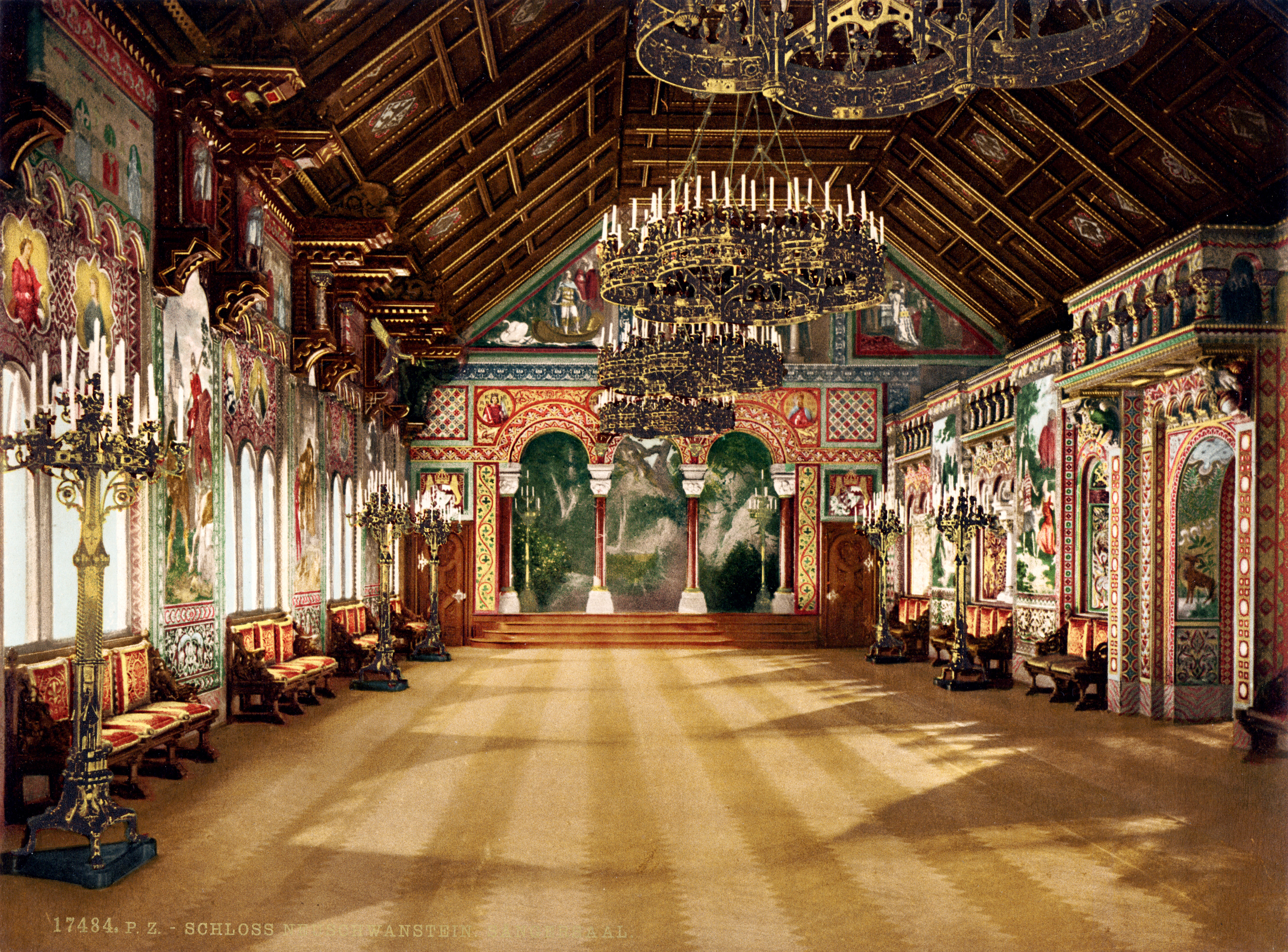
Sala dei Cantori
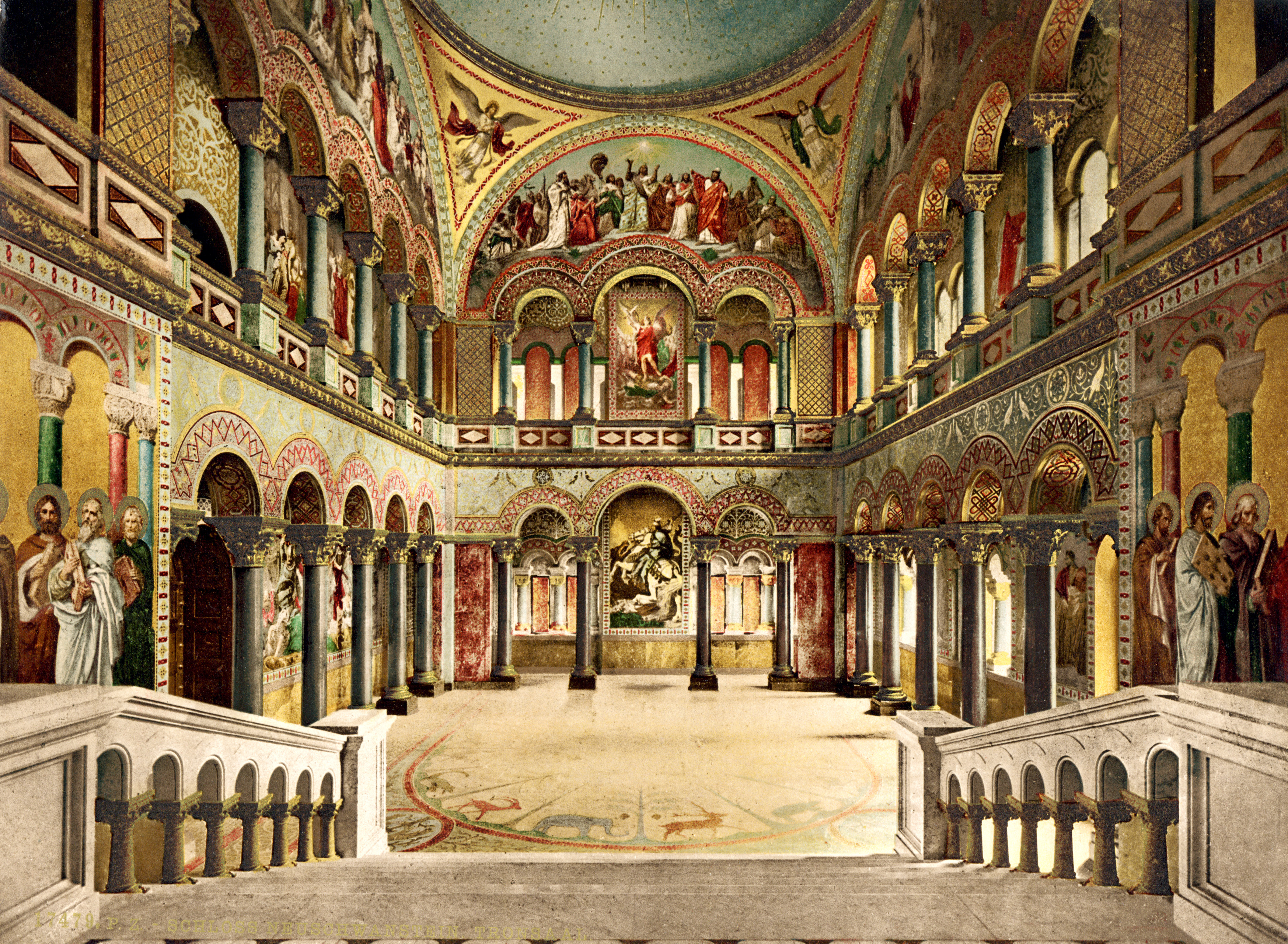
Sala del Trono
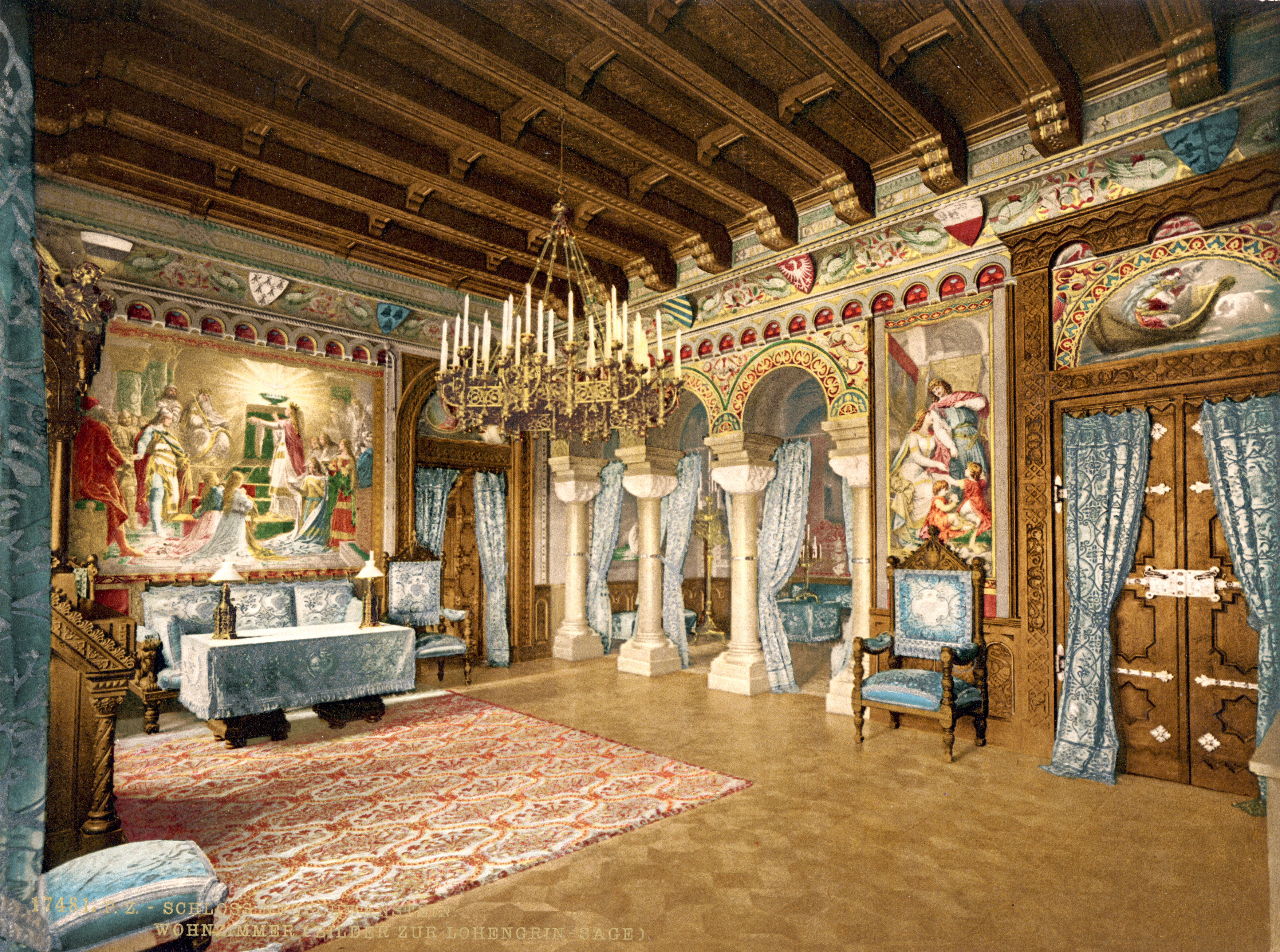
Salotto
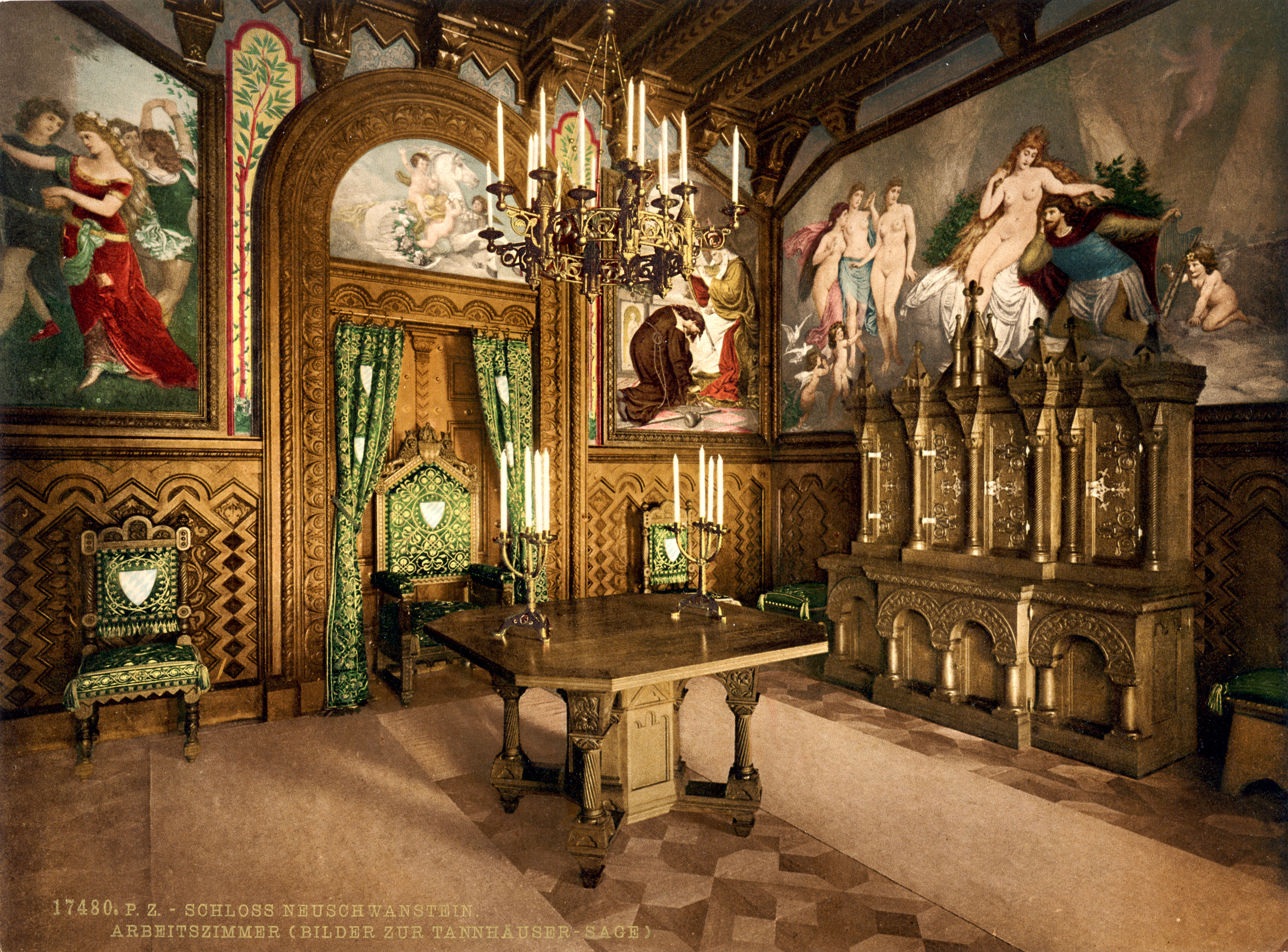
Studio
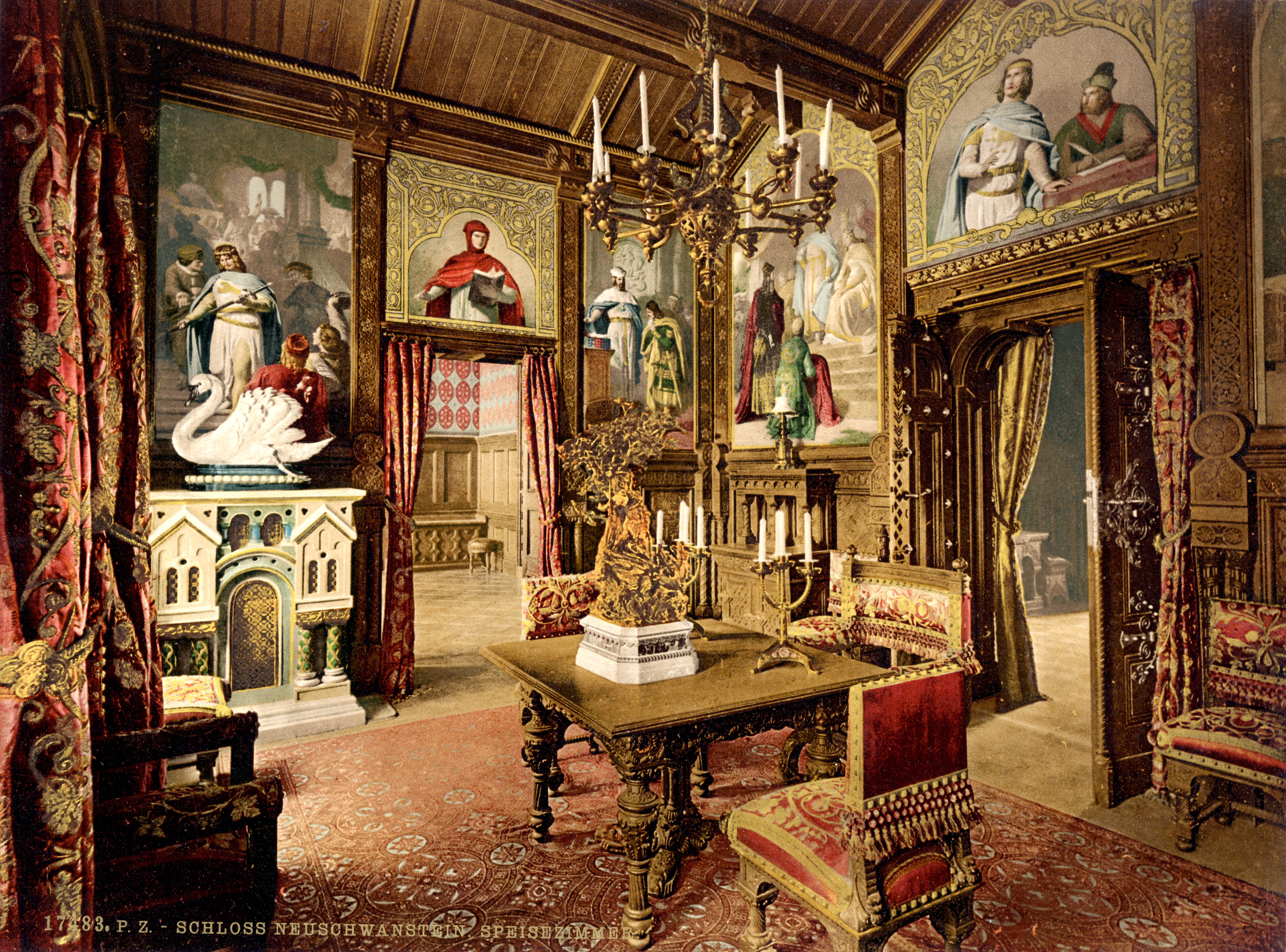
Sala da Pranzo
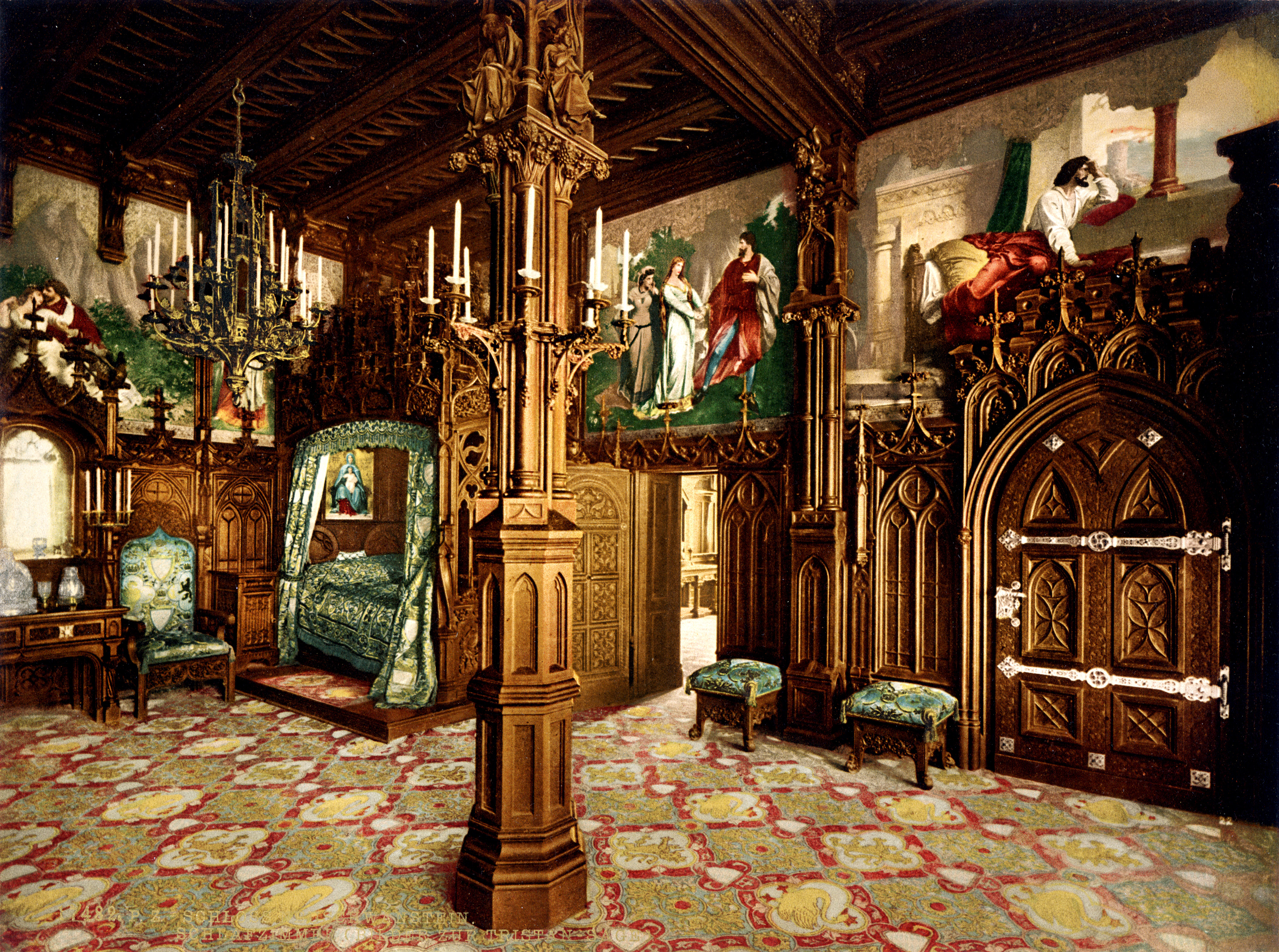
Camera del re

Oltre alle grandi sale cerimoniali, vi erano molte sale più piccole create espressamente a uso di Ludovico II. Gli appartamenti reali sono posti al terzo piano del palazzo e sono composti da otto stanze, arredate spesso con mobili alla moda e comodi dal momento che Ludovico II riteneva che la vita privata del monarca potesse essere largamente separata dalla vita pubblica. Anche gli affreschi interni, le tappezzerie, il mobilio e altri oggetti in genere rimandano ai temi favoriti del re: la leggenda del graal, le opere di Wolfram von Eschenbach, e quelle di Richard Wagner.

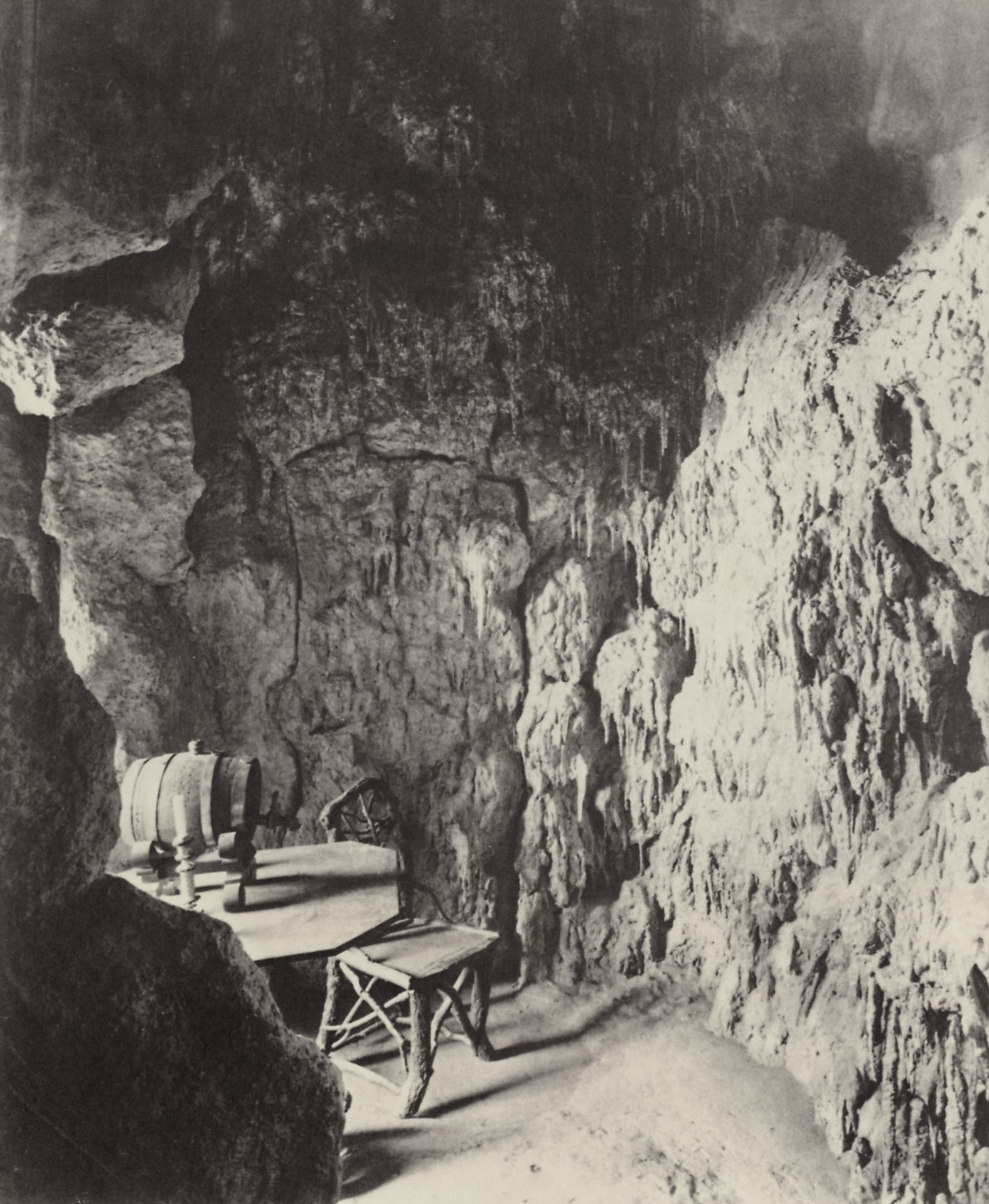
La grotta

Il Salotto è adornato con scene della leggenda di Lohengrin. Di fianco si trova una stanza che ospita una piccola grotta artificiale che costituisce un passaggio verso lo studio privato del re. Questa stanza, inusuale e originale, era dotata anche di una piccola cascata artificiale, connessa a una piccola serra. Riprendendo la grotta di Hörselberg, essa è collegata al Tannhäuser di Wagner, le cui scene vengono poi riprese anche nella decorazione dello studio adiacente. Nel parco del Palazzo di Linderhof il re aveva già installato una grotta simile ma di dimensioni maggiori. Di fronte allo studio si trova la Sala da Pranzo, adorna di temi dell'amor cortese. La sala da pranzo era collegata alle cucine (che si trovavano tre piani più in basso) attraverso un ascensore di servizio per portare le vivande ancora calde in tavola.

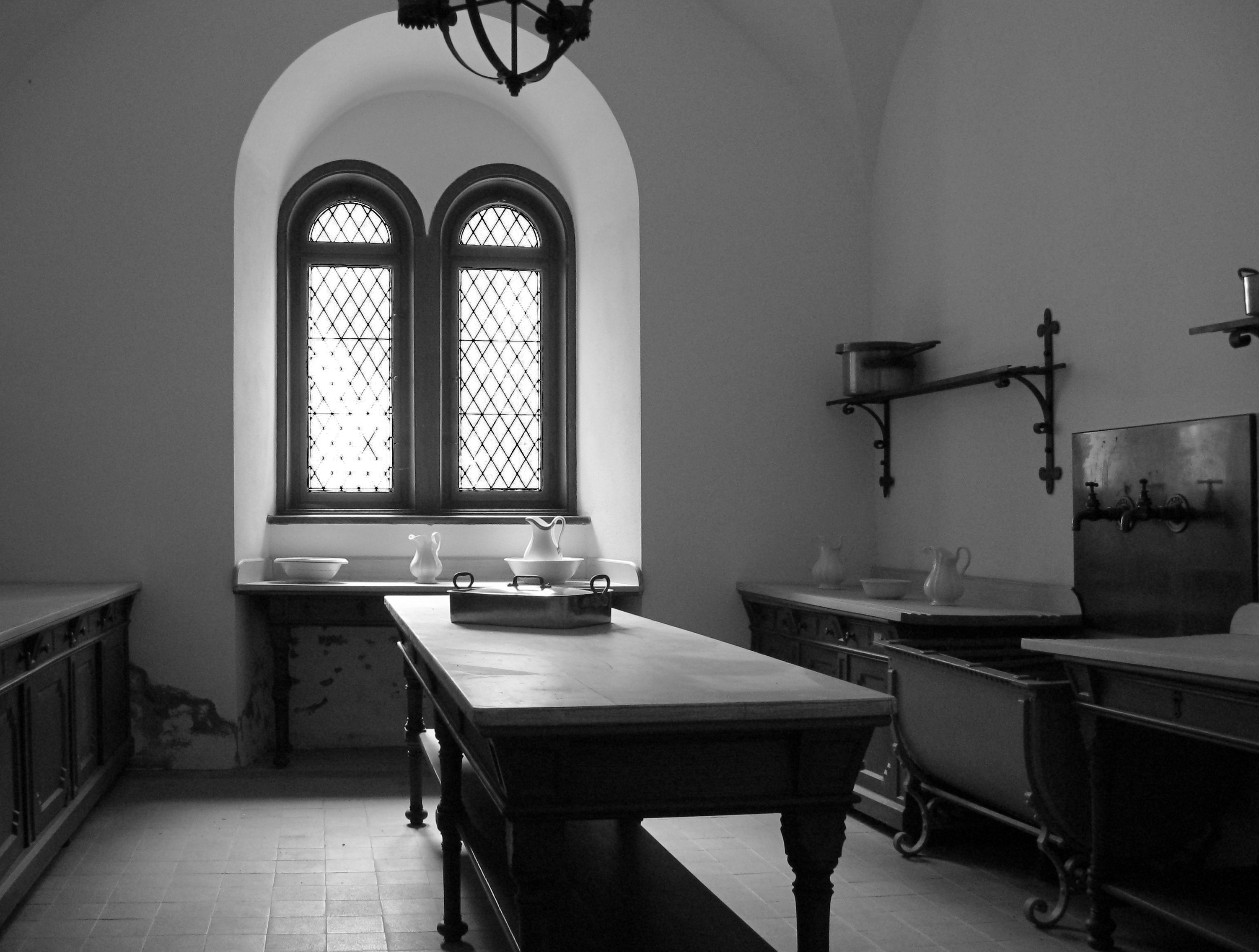
La cucina

La Camera da letto del re adiacente alla Sala da Pranzo e la Cappella del palazzo sono le uniche stanze progettate interamente in stile neogotico. La Stanza da letto del re è dominata da un grande letto adorno di un complesso baldacchino a intaglio che richiese la perizia di oltre quattordici ebanisti al lavoro per realizzare i numerosi pinnacoli che lo abbelliscono. Fu in questa stanza che Ludovico II venne bloccato e deposto nella notte tra l'11 e il 12 giugno 1886. L'adiacente cappella, consacrata a San Luigi, riprende il nome del fondatore del castello. Nel processo sono stati coinvolti i migliori architetti, rifinitori, scultori e artisti. Ci sono voluti più di quattro anni di lavoro scrupoloso per gli artigiani per realizzare da soli il letto del re in legno intagliato.
Le stanze della servitù alla base del palazzo sono più spoglie e rifornite di mobilio massiccio in quercia, oltre a dei letti. Delle finestre con vetri opachi separano queste stanze dal corridoio che conduce poi agli scaloni interni, di modo che il re potesse entrare e uscire dal castello senza essere visto. Alla servitù era vietato accedere allo scalone d'onore che conduceva agli appartamenti superiori, mentre per essa erano previste scale.